# Ladislav Turanský
Ladislav Turanský (* 24. srpna 1942) je bývalý slovenský fotbalista, útočník.

## Fotbalová kariéra
V československé lize hrál za Lokomotívu Košice. Nastoupil v 35 ligových utkáních a dal 3 góly. V nižší soutěži hrál i za ZVL Považská Bystrica.

## Ligová bilance
| Ročník                                   | Zápasy | Góly | Klub              |
| ---------------------------------------- | ------ | ---- | ----------------- |
| 1. československá fotbalová liga 1965/66 | 9      | 2    | Lokomotíva Košice |
| 1. československá fotbalová liga 1966/67 | 11     | 0    | Lokomotíva Košice |
| 1. československá fotbalová liga 1967/68 | 15     | 3    | Lokomotíva Košice |
| CELKEM                                   | 35     | 5    |                   |